# Clan Arima
Il clan Arima (有馬氏?, Arima-shi) fu un clan di samurai del Giappone medievale durante l'epoca Sengoku.

## Storia
Il principale clan Arima era anche noto come clan Hizen-Arima (肥前有馬氏?, Hizen-Arima-shi), come la sua provincia d'origine. Questo clan si vanta di discendere da Fujiwara Sumitomo (...-941 AD), che si insiedò nella provincia di Iyo dopo la guerra Tengyō no Ran. Durante il tardo periodo Muromachi, Arima Haruzumi divenne un valido servitore dello shogunato Ashikaga e controllò la penisola di Shimabara a nord di Kyūshū, controllando così il commercio tra il Giappone e il Portogallo. Durante il periodo Sengoku il suo discendente Arima Harunobu si alleò con il clan Shimazu di Kagoshima contro il clan Ryūzōji nella battaglia di Okitanawate. Poco dopo Toyotomi Hideyoshi invase Kyushu e gli Arima si unirono subito a lui, il che permise al clan di mantenere i suoi domini. 
Tuttavia, dopo l'inizio del periodo Edo, Arima Harunobu perse favore dopo gli eventi dell'incidente di Okamoto Daihachi, e fu sollevato dagli incarichi e persino condannato a morte da Tokugawa Ieyasu. Sebbene suo figlio, Arima Naozumi, fosse sposato con una figlia adottiva di Ieyasu, all'inizio della soppressione dei Kirishitan (i cristiani), fu trasferito da Shimabara al castello di Nobeoka (53,000 koku) nella provincia di Hyūga nel 1614. Durante la ribellione di Shimabara del 1637-1638, guidò un esercito di 4000 uomini contro i ribelli Kirishitan, molti dei quali erano ex-vassalli Arima. 
Nel 1692, Arima Kiyozumi fu trasferito (e retrocesso) dal castello di Nobeoka a quello di Itoigawa (50,000 koku) nella provincia di Echigo data la pessima gestione dei domini, da cui ne scaturì una rivolta contadina. Sebbene avesse un kokudaka quasi uguale a Nobeoka, Itoigawa aveva un minore prestigio, in quanto non gli aveva il permesso di detenere un castello. Nel 1695 fu nuovamente trasferito al castello di Maruoka nella provincia di Echizen, nella quale ebbe il castello che desiderava. Il clan Arima rimase padrone del castello di Maruoka fino alla restaurazione Meiji e l'abolizione del sistema han nel 1871. L'ultimo daimyō di Maruoka, Arima Michizumi, servì come jisha-bugyō, wakadoshiyori e rōjū nel periodo Bakumatsu dello Shogunata Tokugawa, e divenne visconte secondo il sistema kazoku del periodo Meiji.

## Membri noti
- Arima Haruzumi
- Arima Yoshisada
- Arima Harunobu
- Arima Naozumi[2]
- Arima Kiyozumi[2]
- Arima Michizumi

## Clan Murakami-Genji Arima
Il clan, non collegato a quello segnato sopra, detiene una discendenza dal clan Akamatsu e dal Murakami-Genji.

### Membri noti
- Arima Noriyori (...-1602)[1]
- Arima Toyouji (1570–1642)[1]